# Schwarzstirntamarin
Der Schwarzstirntamarin (Leontocebus nigrifrons, Syn.: Hapale nigrifrons, Saguinus nigrifrons) ist eine Art aus der Familie der Krallenaffen (Callitrichidae), die im nordöstlichen Peru vorkommt. Das relativ kleine Verbreitungsgebiet liegt in der peruanischen Region Loreto und hat die Form einer Mondsichel. Das Gebiet liegt östlich von Iquitos und wird im Norden vom Amazonas und im Süden vom Rio Javari begrenzt. Die Mündung des Rio Javari in den Amazonas ist der östlichste Punkt des Verbreitungsgebietes, die Westgrenze bildet das Ostufer des Río Ucayali, an dessen Westufer das Verbreitungsgebiet des Schwarzkopftamarins (Leontocebus illigeri) beginnt.

## Merkmale
Der Schwarzstirntamarin erreicht eine Kopf-Rumpf-Länge von etwa 21 cm, hat einen ca. 32 cm langen Schwanz und ein Gewicht von 327 bis 535 g. Gesicht und Kopfseiten sind tiefschwarz, der Bereich um Mund und Nase grau, die Kopfoberseite orange-agutifarben. Der Rücken ist schwarz, grau oder rötlich marmoriert. Die Außenseiten der Oberarme sind rötlich und dunkler als der Rücken, die Unterarme und die Innenseiten der Oberarme sind schwärzlich. Bauch und Beine sind rötlich-orange. Die Oberseite von Händen und Füßen sind schwärzlich, oft mit einem rötlichen Einschlag. Der Schwanz ist schwarz, die Schwanzbasis rötlich. Die äußeren Geschlechtsteile sind schwarz.

## Lebensraum und Lebensweise

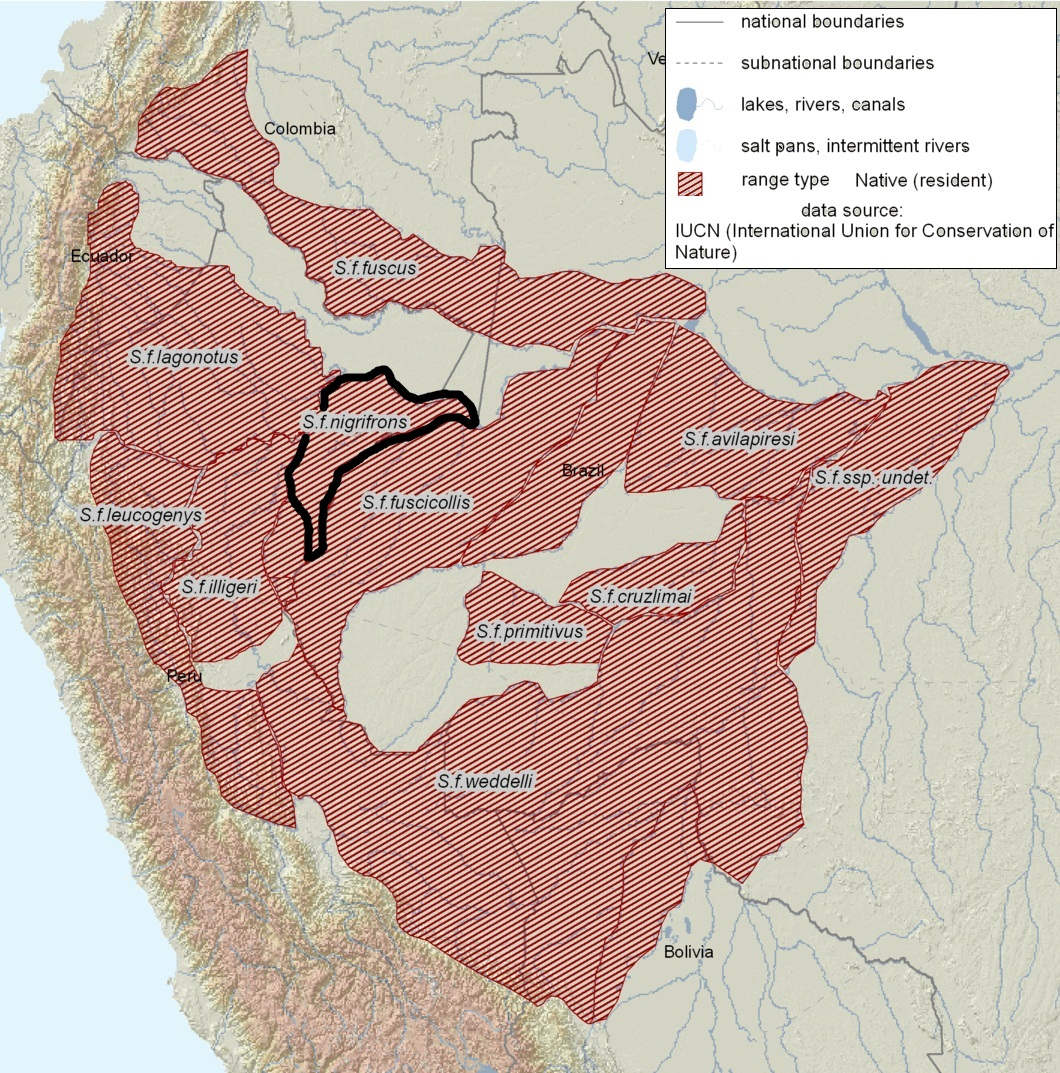
Im schwarzen Rahmen das Verbreitungsgebiet des Schwarzstirntamarins

Der Schwarzstirntamarin kommt in primären und sekundären Tieflandregenwäldern vor, bevorzugt aber Sekundärwälder mit dichter Vegetation und Waldrandgebiete, die dicht mit Unterholz bestanden sind. Die Tiere leben in kleinen Familienverbänden, die aus einem dominanten, sich allein fortpflanzenden Weibchen, einem oder mehreren Männchen und den Jungtieren der letzten zwei Geburten bestehen. Die Gruppengröße liegt bei drei bis zehn Individuen. Dazu kommen im Durchschnitt noch ein bis zwei Jungtiere, die von einem ausgewachsenen Tier getragen werden. Oft bewegen sich die Gruppen in engem Kontakt mit Gruppen des Schnurrbarttamarins (Saguinus mystax), wobei sich dann die Schwarzstirntamarine eher im Unterholz aufhalten, während die Schnurrbarttamaringruppen die unteren und mittleren Bereiche der Baumschicht bevorzugen. Im Durchschnitt sind Schwarzstirntamarine zehn bis zwölf Stunden am Tag aktiv, beginnen ihren Tag etwa um 6:00 Uhr und suchen zwischen 15:30 und 17:30 ihre Schlafplätze auf, die meist in etwa 6 bis 15 Metern Höhe über dem Boden liegen. Als Schlafplätze dienen die Kronen der Palmenart Oenocarpus bataua, Baumhöhlen, ein dichtes Gewirr aus Kletterpflanzen und Epiphyten oder Astgabeln. Etwa 15 bis 23 % ihrer Zeit verbringen Schwarzstirntamarine mit der Suche nach tierischer Nahrung, 13 % mit dem Suchen und Fressen pflanzlicher Nahrung und ca. 40 % mit Ruhen und Fellpflege. Zu den bekannten Beutegreifern, die Jagd auf den Schwarzstirntamarin machen, gehören der Würgadler (Morphnus guianensis) und der Schieferbussard (Leucopternis schistaceus).

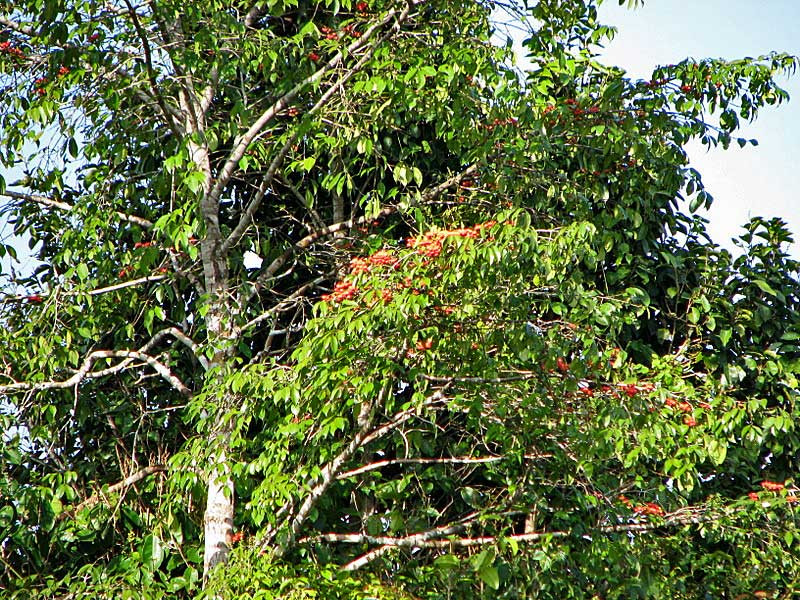
Milchsaft und Nektar von Symphonia globulifera sind eine wichtige Nahrung während der Trockenzeit.

## Ernährung
Schwarzstirntamarine ernähren sich hauptsächlich von Früchten, vor allem von denen von Sapotengewächsen, Maulbeergewächsen, Hülsenfrüchtlern und Ameisenbäumen. Die Samen der aufgenommenen Früchte werden von den Tieren weiterverbreitet. Untersuchungen im nordöstlichen Peru erbrachten  Entfernungen von bis zu 650 m, mehr als 90 % der Samen gelangen in einem Abstand von bis zu 350 m vom Elternbaum durch Kotabgabe wieder ins Erdreich. Dadurch erreichen die Samen auch entwaldete Sekundärflächen, womit die Schwarzstirntamarine indirekt zur Wiederbewaldung abgeholzter Flächen beitragen. Häufig transportierte Samen gehören unter anderem zu den Gattungen Parkia, Inga, Dicranostyles und Paullinia. Gut 18,6 % der ausgeschiedenen Samen keimen und überleben das erste Jahr.
Daneben werden Baumsäfte und Kleintiere verspeist. Zur tierischen Nahrung gehören Heuschrecken, Stabheuschrecken, Gottesanbeterinnen, Zikaden, Schaben, Schmetterlinge, Rüsselkäfer, Spinnen, Skorpione und kleine Wirbeltiere, wie Laubfrösche und verschiedene kleine Echsen (Anolis, Kentropyx, Mabuya, Norops). Nestjunge Vögel werden nur gelegentlich verspeist. Mit den oft in der Nähe – einige Meter über den Schwarzstirntamarinen – Nahrung suchenden Schnurrbarttamarinen konkurrieren sie nur wenig um die tierische Nahrung. Schwarzstirntamarine fangen in der Regel größere und eher bräunlich gefärbte Beutetiere und suchen in dunklen, verborgenen Plätzen meist in Höhen von weniger als zehn Metern über dem Erdboden, während die Beutetiere der Schnurrbarttamarine in den meisten Fällen kleiner und oft grün gefärbt sind. Schwarzstirntamarine profitieren von verletzten Insekten, die den Schnurrbarttamarinen entwischt sind, aber ihre Flugfähigkeit verloren haben und herunterfallen. Ihren Flüssigkeitsbedarf decken die Schwarzstirntamarine oft mit dem Wasser aus Bromelientrichtern.

## Fortpflanzung
Die Fortpflanzung der Schwarzstirntamarine ist bisher nur wenige erforscht worden. Sie pflanzen sich das ganze Jahr über fort, die meisten Jungtiere werden jedoch zwischen November und Februar – von der frühen bis zur Mitte der Regenzeit – geboren, wenn das Nahrungsangebot am besten ist. Die Trächtigkeitsdauer beträgt 145 bis 152 Tage.

## Systematik
Der Schwarzstirntamarin wurde 1850 durch den französischen Zoologen Isidore Geoffroy Saint-Hilaire als Hapale nigrifrons beschrieben, später jedoch als Unterart dem Braunrückentamarin (Leontocebus fuscicollis) zugeordnet. Heute gilt er – wie viele andere ehemalige Unterarten des Braunrückentamarins – als eigenständige, monotypische Art.